# Normanville, Eure

Normanville este o comună în departamentul Eure, Franța. În 1 ianuarie 2022 avea o populație de 1.164 de locuitori.